# شیریمه

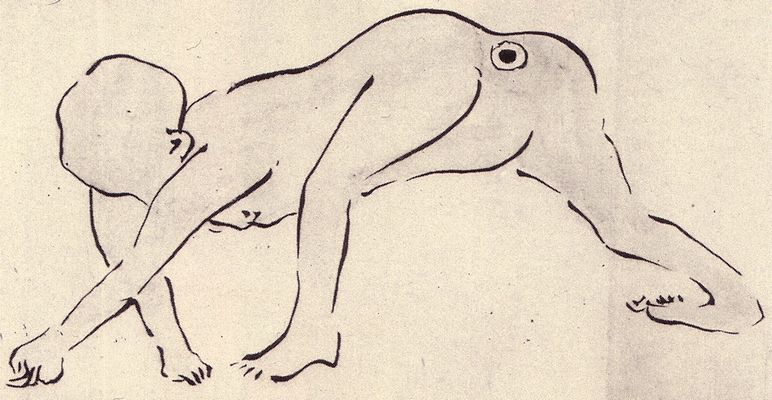
طرحی از شیریمه اثر یوسا بوسون.

شیریمه یا سیریمه (‏尻目‏ (هپبورن: ‎ترجمهٔ تحت‌الفظی: باسن‌چشم)، انگلیسی: Shirime)، یک یوکای (آفریده‌ای افسانه‌ای در فولکلور ژاپنی) غیرعادی است که به جای مقعدش یک چشم دارد.
بیشتر داستان‌های مرتبط با شیریمه از روایتی فولکلور نشئت می‌گیرند که نخستین بار یوسا بوسون آن را ثبت کرده‌است. بنا بر این روایت فولکلور، در گذشتهٔ دور یک سامورایی تنها در شبی تاریک در راه کیوتو قدم می‌زد که کسی او را صدا کرد و از او خواست که صبر کند. سامورایی با ترس و لرز ایستاد و پرسید «کی آنجاست؟» و وقتی که رویش را برگرداند مردی کیمونوپوش را دید که لباس‌هایش را درمی‌آورد و باسن خود را به سوی مسافر متحیر نشانه می‌گیرد. چشمی عظیم و درخشان از جایی که مقعد مرد غریب باید آنجا می‌بود به او خیره می‌شود.
به جز رفتار بهت‌برانگیزش، شیریمه در روایت به کسی آسیبی نمی‌رساند و به‌نظر می‌آید که تنها از ترساندن کسانی لذت می‌برد که در تاریکی شب قدم می‌زنند. گفته شده‌است که صورتش اجزای صورت معمولی را ندارد و ازین رو ریشهٔ این افسانه را با یوکای نوپرا بو (که روحی بدون چهره است) مرتبط دانسته‌اند. در این مورد، شیریمه ممکن است حیوانی تغییر شکل دهنده باشد که با رهگذران شوخی دستی می‌کند. نام شیریمه همچنین در زبان ژاپنی تبدیل به ضرب‌المثلی شده‌است (shirime ni miru) که کنایه از «به کسی به دید حقارت نگریستن» دارد. به باور یوشیرا سانکورو، شیریمه با خط دید پایین‌تر از مردم عادی، «نمایانگر روان فرودین واقع‌گرایی گروتسک» است و در تقابل با «کی کارو اورین هیتو» قرار دارد که به معنای «مردی که از روی درخت پایین نمی‌آمد» است. این یوکای روی درختان زندگی می‌کرد و بر روی زمین گام نمی‌گذاشت.
هنرمند و شاعر هایکوسرای ژاپنی یوسا بوسون به این موجود خیالی علاقهٔ بسیار داشت و تصاویر او را در بسیاری از نقاشی‌های یوکای خود استفاده کرد. شیریمه در صحنه‌ای از فیلم انیمهٔ پوم پوکو نیز دیده می‌شود.

## یادداشت
1. ↑  downward psyche of grotesque realism
2. ↑  Ki kara orin hito